# 부바 (도시)
부바(포르투갈어: Buba)는 아프리카 서쪽 끝 연안에 있는 나라인 기니비사우의 도시로, 키나라 주의 주도이다. 인구는 2008년 기준 6,815명이다. 쿰바 얄라 전 대통령이 기니비사우의 수도를 이 곳으로 옮기려고 계획하였으나, 군사쿠데타로 실각하게 되면서 백지화되었다.